# Uhuru (satellite)
Pour les articles homonymes, voir Uhuru.
Uhuru ou SAS-A (Small Astronomy Satellite) ou encore X-ray Explorer, est le premier satellite lancé spécifiquement dans le but de faire de l'astronomie en rayons X. Uhuru a été à l'origine de plusieurs grandes avancées scientifiques, comme la découverte et l'étude détaillée de binaires X. Il a également permis de dresser le premier catalogue des sources célestes de rayons X. Lancé le 12 décembre 1970, sa mission a pris fin en mars 1973. Uhuru est la tête de série de plusieurs petits satellites d'astronomie lancés par la NASA.

## Contexte
Les rayons X d'origine céleste sont interceptés par l'atmosphère de la planète et ne peuvent être observés depuis le sol. Les premières observations ont été effectuées en utilisant des fusées-sondes à partir de 1948. La NASA, dans le cadre de son programme scientifique programme Explorer, décide à la fin des années 1960 de lancer un satellite destiné à l'observation de ce type de rayonnement. SAS-A, rebaptisé par la suite Uhuru, est le premier satellite du programme SAS (Small Astronomy Satellite) dont l'objectif est mener des missions d'observation spatiale permettant de détecter les sources de rayons gamma et X. La gestion du programme SAS est confiée au centre spatial Goddard. La fabrication du satellite est réalisée par l’Applied Physics Laboratory de l'université Johns-Hopkins. Uhuru est le 45e satellite du programme Explorer.

## Objectifs
L'objectif fixé à la mission avant le lancement est de dresser un catalogue des sources de rayons X situées dans notre galaxie et à l'extérieur de celle-ci, en effectuant un balayage systématique de la sphère céleste pour les énergies comprises entre 2 keV et 20 keV. Les données recueillies portent sur la position, la puissance, la composition spectrale et les variations temporelles à l'échelle des minutes comme des mois. La précision attendue de l'instrument est de 1 minute d'arc pour les sources les plus puissantes et de 15 minutes d'arc pour les sources les plus faibles.

## Instrumentation
L'instrument utilisé pour observer les rayonnements X est une version améliorée d'un instrument ayant volé auparavant à bord de fusées-sondes. L'instrument d'une masse de 63,6 kg est constitué de deux ensembles identiques, indépendants et redondants constitués d'un collimateur mécanique qui définit la portion du ciel observée, un détecteur de type compteur proportionnel à gaz et l'électronique associée. L'un des deux collimateurs a un champ optique étroit de 1x10° tandis que le deuxième dispose d'un champ optique large de 10x10° fournissant une meilleure sensibilité. La localisation de la source des rayons X est déterminée à l'aide d'un viseur d'étoiles et de capteurs solaires dont l'axe est aligné avec celui des collimateurs. Chaque détecteur permet d'observer des photons incidents ayant une énergie comprise entre 2  et   20 keV, avec une limite de sensibilité 1,5 × 10−11 erg/(cm2·s) (soit 5 × 10−4 du flux de la nébuleuse du Crabe). Les deux capteurs ont un rendement de 10 % dans la zone des 2-20 keV. La limite basse découle de la présence d'un écran thermique fin et de la transparence des fenêtres d'observation en béryllium tandis que la limite haute était liée aux propriétés de transmission du gaz utilisé dans le compteur. Des techniques utilisant notamment l'anticoïncidence sont utilisées pour écarter les particules et photons à haute énergie générateurs de bruit de fond.

## Le satellite
Uhuru qui a une masse totale de 141,5 kg pour une envergure totale de 3,9 mètres comprend deux parties : la charge utile constituée par l'instrument rayons X et la plate-forme qui regroupe les équipements nécessaires au fonctionnement du satellite. Cette dernière, d'une masse de 79,5 kg, est commune à toute une série de satellites scientifiques pour réduire le coût de fabrication. C'est un cylindre dont la coque en aluminium mesure 61 cm de diamètre pour 61 cm de long. Quatre panneaux solaires déployés en orbite sont fixés à la périphérie du cylindre et fournissent en tout 27 watts. Au bout de 3 des 4 panneaux solaires sont fixées une antenne utilisée pour transmettre les données télémétriques et deux antennes permettant de recevoir les commandes. Le satellite est en rotation lente à raison de 5 tours par heure, ce qui permet à la fenêtre de l'instrument X de balayer entièrement le ciel à la recherche de sources de rayons X. Le contrôle d'attitude est assuré par une roue interne qui tourne comme un gyroscope ainsi que par un magnéto-coupleur qui utilise le champ magnétique terrestre.

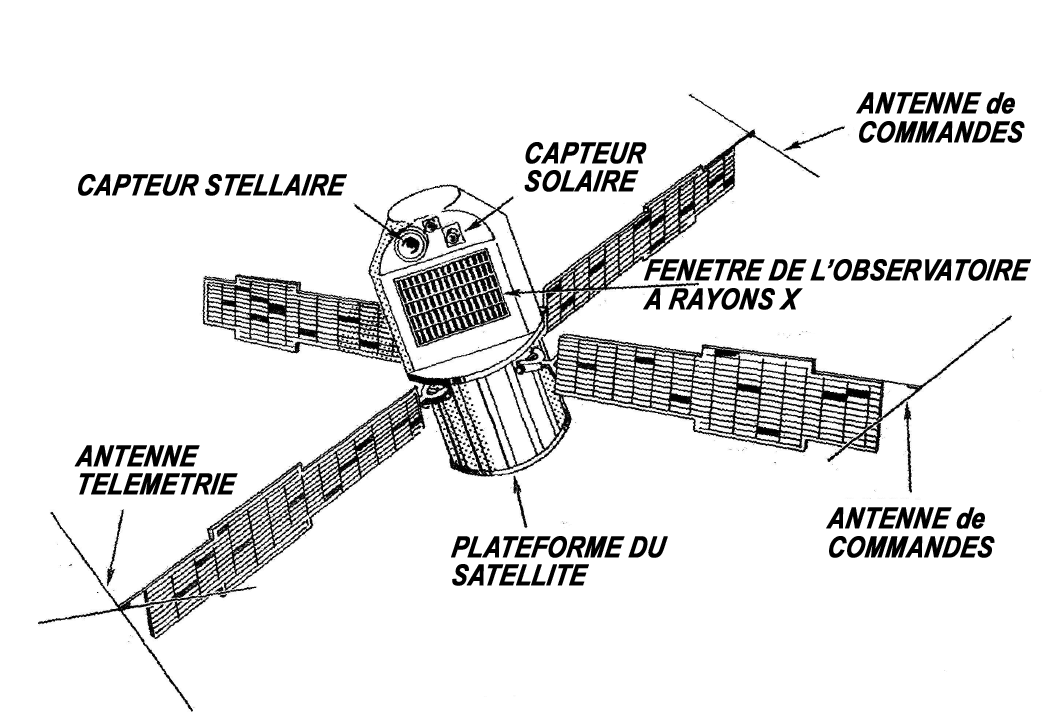
Schéma du satellite Uhuru.

## Déroulement de la mission
Uhuru est lancé le 12 décembre 1970 depuis la plate-forme San Marco située sur la côte du Kenya par une fusée légère Scout. Le satellite a été placé sur une orbite quasi circulaire de 572 km à l'apogée, 520 km au périgée, d'une inclinaison de 3°, avec une période de 96 minutes. La mission prend fin en mars 1973.

## Résultats
Uhuru a été à l'origine de plusieurs grandes avancées scientifiques comme la découverte et l'étude détaillée de binaires X telles que Herculis X-1 (en), ainsi que l'identification de Cygnus X-1, premier objet soupçonné d'être un trou noir, mais aussi l'identification de nombreuses sources de rayons X extragalactiques. Les données collectées par Uhuru ont permis la réalisation du premier catalogue systématique des sources de rayons X dans le ciel, dont la dernière version (Catalogue 4U) répertoriait 339 objets répartis sur l'ensemble de la voûte céleste dans la bande des 2  à   6 keV.

## Origine du nom
Son nom, « Uhuru », est le mot swahili pour liberté. Il a été attribué pour remercier le Kenya qui héberge dans ses eaux continentales la plate forme de San Marco au large de Malindi, d'où a été lancé le satellite. Le jour de lancement, le 12 décembre, était également l'anniversaire de l'indépendance du Kenya.